# Ito Kazuma
Kazuma Ito (sinh ngày 11 tháng 7 năm 1976) là một cầu thủ bóng đá người Nhật Bản.

## Sự nghiệp câu lạc bộ
Kazuma Ito đã từng chơi cho Verdy Kawasaki và JEF United Ichihara.